# سرعت نور
سرعت نور در خلأ و ثبات جهانی و دقیقاً برابر ۲۹۹٬۷۹۲٬۴۵۸ متر بر ثانیه است. علت دقت این است که تعریف متر بر اساس سرعت نور و تعریف ثانیه بنا شده‌است.

این کمیت را در فیزیک و دیگر علوم با حرف c نشان می‌دهند. در محاسبات عادی که دقت زیادی مورد نیاز نیست، سرعت نور را برابر با ۳۰۰٬۰۰۰ کیلومتر بر ثانیه (۳‎×۱۰۸ متر بر ثانیه) در نظر می‌گیرند. مقدار آن تقریباً برابر با ۱۸۶٬۲۸۲ مایل بر ثانیه است. سرعت نور بیشینه سرعتی است که انرژی، ماده و اطلاعات در جهان می‌تواند مسافرت کند. این سرعت همچنان سرعت تمام ذرات بدون جرم و میدان‌های فیزیکی — شامل تابش الکترومغناطیسی که نور نیز جزو آن می‌شود — نیز هست. ذراتی که ذکر شد سرعتشان مستقل چارچوب مرجع است که گسترش این اصل به نسبیت خاص می‌انجامد. همچنین این سرعت در فرمول مشهور هم‌ارزی جرم و انرژی یعنی E = mc² ظاهر می‌شود.
سرعت نور در اجسام شفاف کمتر از سرعت نور در خلأ است. سرعت نور در خلأ تقسیم بر سرعت نور در آن ماده شفاف (مانند شیشه یا هوا) به عددی بزرگ‌تر از یک می‌انجامد که به آن ضریب شکست (با نماد n نشان می‌دهند) می‌گویند و در فرمول‌های نور هندسی کاربرد دارد. برای مثال ضریب شکست نور مرئی برای شیشه معمولی حدود ۱٫۵ است و بدین معنی است که سرعت نور در شیشه، c / ۱٫۵ ≈ ۲۰۰۰۰۰ km/s است. ضریب شکست نور برای هوا ۱٫۰۰۰۳ (۱٫۰۰۰۳) است که نشان می‌دهد نور در هوا حدود ۹۰ km/s کندتر از c حرکت می‌کند.
برای بسیاری از کاربردها، نور و دیگر امواج الکترومغناطیسی بدون تأخیر جابجا می‌شوند اما برای فواصل زیاد و اندازه‌گیری‌هایی بسیار حساس، سرعت محدود نور اثرات ملموسی دارد. در ارتباطات با کاوشگران فضایی دور ممکن است بین دقایق تا ساعت‌ها طول بکشید تا یک پیام از زمین به کاوشگر برسد یا برگردد. نور ستارگان از سال‌های بسیار گذشته به زمین می‌رسد که اجازه می‌دهد تاریخچه جهان را با بررسی اجسام دور مطالعه کرد. سرعت محدود نور همچنین نظریات حد سرعت رایانه را نیز محدود می‌کند برای اینکه اطلاعاتی که داخل یک کامپیوتر از یک پردازنده به پردازنده دیگر منتقل می‌شود سرعت محدودی خواهد شد.
نخستین بار گالیلئو گالیله سرعت نور را اندازه گرفت. اما مقداری که او به دست آورد بسیار متفاوت‌تر از مقدار واقعی بود. بعدها ستاره‌شناس دانمارکی اوله رومر به کمک گرفت‌های مشتری سرعت نور را تا حد دقیقی اندازه گرفت.

## نقش بنیادی در فیزیک
سرعت نور مستقل از سرعت ناظر و منبع است. این ثبات سرعت نور در سال ۱۹۰۵ توسط آلبرت انیشتین بیان شد. که توسط آزمایش‌های بسیاری صحت آن تأیید شده‌است.
اگرچه در اول مهر ماه ۱۳۹۰ محققان مرکز تحقیقاتی سرن اعلام کردند که حرکت ذرات بنیادی نوترینو با سرعتی بالاتر از سرعت نور را مشاهده کرده‌اند. اما پس از مدت کوتاهی مشخص شد این تضاد به دلیل خطا در آزمایش بوده‌است.

فاکتور لورنتز γ یک تابعی از سرعت اجسام است؛ که از یک (سرعت=صفر) شروع می‌شود و برای زمانی که سرعت نزدیک سرعت نور شود به بی‌نهایت میل می‌کند.

نسبیت خاص در واقع بررسی قوانین فیزیک برای ناظر و مرجع است برای زمانی که فرض شود سرعت نور وابسته به سرعت منبع یا ناظر نیست. یکی از این قوانین این است که سرعت تمام ذرات بدون جرم برابر سرعت نور در خلأ است.
نسبیت خاص اثبات‌های بسیار زیاد آزمایشگاهی دارد. این شامل هم‌ارزی جرم و انرژی (E = mc2)، انقباض لورنتزی (کوتاه‌شدن اجسام در راستای حرکت)، اتساع زمان (کندتر شدن زمان) و افزایش جرم نیز هست. همه این موارد از فاکتور لورنتز به‌دست می‌آیند γ = (۱ − v2/c2)−1/2، که در آن v سرعت جسم است.

تفاوت γ از یک در سرعت‌های کم نسبت به c یعنی تقریباً تمام حرکت‌های روزانه انسان ناچیز است. اما در سرعت‌های نزدیک به نور به مقادیر بسیار بزرگ میل می‌کند. طول جسمی که انقباض لورنتزی دارد و زمانی که در یک متحرک می‌گذرد از تقسیم طول در حالت سکون و زمان در حالت سکون بر فاکتور لورنتز به‌دست می‌آید. اما جرم یک شی متحرک از ضرب فاکتور لورنتز در جرم سکون آن جسم به‌دست می‌آید.

### سرعت نور به عنوان حد بالای سرعت
بنابر نسبیت خاص، انرژی یک جسم با سرعت v و جرم سکون m با γmc2 به‌دست می‌آید که در آن γ فاکتور لورنتز است. هنگامی که سرعت برابر صفر است فاکتور لورنتز برابر یک بوده و انرژی جسم برابر با E = mc2 است که همان هم‌ارزی جرم و انرژی است. اما هنگامی که سرعت جسم به سرعت نور نزدیک می‌شود این مقدار به سمت بی‌نهایت می‌رود بنابرین برای رساندن سرعت جسمی که جرم غیرصفر دارد به سرعت نور؛ نیاز به بی‌نهایت انرژی است. به همین دلیل سرعت نور، حد بالای سرعت در طبیعت است. این موضوع در تعداد زیادی پژوهش و آزمایش به اثبات رسیده‌است.

## انتشار نور

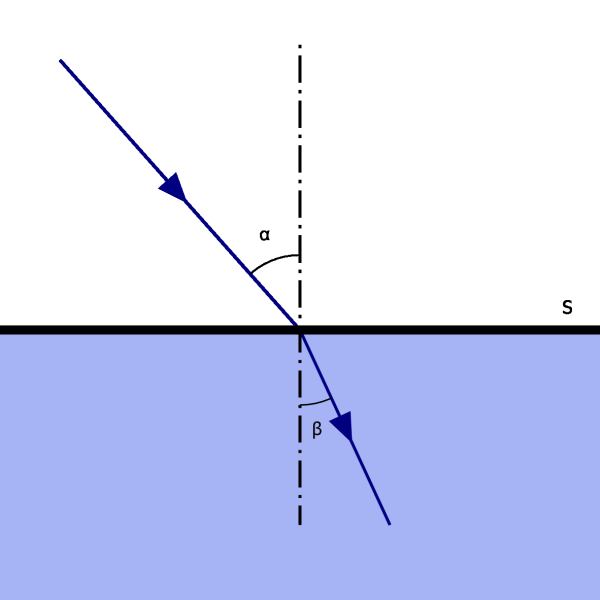
شکست نور و تغییر سرعت نور بعد از ورود به یک محیط با ضریب گذردهی متفاوت

در فیزیک کلاسیک، نور به عنوان نوعی موج الکترومغناطیسی توصیف می‌شود. از آنجاکه رفتار میدان الکترومغناطیسی توسط معادلات ماکسول تشریح شده‌است، این معادلات پیش‌بینی می‌کنند که سرعت c با انتشار امواج الکترومغناطیسی (مانند نور) در خلأ را می‌توان با ظرفیت خازنی و القایی خلاء بیان کرد. به بیان دیگر سرعت انتشار نور با ریشه ثابت تراوایی خلأ در ثابت گذردهی خلأ رابطه عکس دارد که در رابطه زیر نمایش داده شده‌است.
{\displaystyle c={\frac {1}{\sqrt {\varepsilon _{0}\mu _{0}}}}}
در فیزیک نوین، میدان الکترومغناطیسی توسط نظریه الکترودینامیک کوانتومی توصیف می‌شود. در این نظریه، نور توسط تحریک بنیادی (یا کوانتای) میدان الکترومغناطیسی، که فوتون نامیده می‌شود، توصیف می‌شود. در نظریه الکترودینامیک کوانتومی، فوتون‌ها ذرات بدون جرمی هستند که بنابر نسبیت خاص، با سرعت نور در خلأ حرکت می‌کنند.

## اثرات عملی محدود بودن
سرعت نور به مخابرات مربوط می‌شود: زمان تأخیر مخابرات یک طرفه و رفت و برگشت بزرگتر از صفر است. این از مقیاس‌های کوچک تا نجومی صدق می‌کند. از سوی دیگر، برخی از تکنیک‌ها به سرعت محدود نور بستگی دارند، به عنوان مثال در اندازه‌گیری فاصله.

### مقیاس‌های کوچک
در ابرکامپیوترها، سرعت نور محدودیتی در سرعت ارسال داده‌ها بین پردازنده‌ها ایجاد می‌کند. اگر یک پردازنده در ۱  گیگاهرتز کار کند، یک سیگنال می‌تواند حداکثر حدود ۳۰ سانتیمتر (۱ فوت) در یک چرخه طی کند؛ بنابراین، پردازنده‌ها باید نزدیک یکدیگر قرار گیرند تا تأخیرهای ارتباطی به حداقل برسد. این می‌تواند باعث ایجاد مشکل در خنک کردن پردازنده‌ها شود. اگر فرکانس‌ها به افزایش ادامه دهند، سرعت نور در نهایت به یک عامل محدود کننده برای طراحی داخلی تراشه‌ها تبدیل می‌شود.

### فاصله‌های بزرگ روی زمین
با توجه به اینکه محیط استوایی زمین حدود ۴۰۰۷۵ کیلومتر است و c حدود ۳۰۰ هزار کیلومتر بر ثانیه است. کوتاهترین زمان ممکن برای انتقال اطلاعات برای مسافتی حدود نیمی از کره زمین حدود ۶۷ میلی ثانیه است. هنگامی که نور در یک فیبر نوری در سراسر کره زمین در حال حرکت است، زمان انتقال واقعی طولانی‌تر است، بخشی به این دلیل که سرعت نور در فیبر نوری بسته به ضریب شکست آن (n) حدود ۳۵ درصد کندتر است.

### پروازهای فضایی و ستاره‌شناسی

پرتوی از نور در حال حرکت بین زمین و ماه در زمانی که بین آنها طول می‌کشد در حرکت است: ۱٫۲۵۵ ثانیه در فاصله مداری متوسط آنها (سطح به سطح). اندازه نسبی و جدایی سیستم زمین-ماه به مقیاس نشان داده شده‌است.

به‌طور مشابه، ارتباطات بین زمین و فضاپیما آنی نیست. تأخیر مختصری از منبع تا گیرنده وجود دارد که با افزایش فاصله بیشتر محسوس می‌شود. این تأخیر برای ارتباطات بین کنترل زمینی و آپولو ۸، زمانی که اولین فضاپیمای با سرنشین بود که به دور ماه می‌چرخید، قابل توجه بود: برای هر سؤال، ایستگاه کنترل زمینی باید حداقل سه ثانیه برای رسیدن پاسخ منتظر می‌ماند. تأخیر ارتباط بین زمین و مریخ بسته به موقعیت نسبی دو سیاره می‌تواند بین پنج تا بیست دقیقه متغیر باشد. در نتیجه، اگر روباتی در سطح مریخ با مشکلی مواجه شود، کنترل‌کننده‌های انسانی آن حداقل تا پنج دقیقه بعد و احتمالاً تا بیست دقیقه بعد از آن آگاه نمی‌شوند. سپس پنج تا بیست دقیقه دیگر طول می‌کشد تا دستورالعمل سفر از زمین به مریخ برسد.
دریافت نور و سیگنال‌های دیگر از منابع نجومی دور حتی می‌تواند بسیار بیشتر طول بکشد؛ مثلاً ۱۳ میلیارد (13 ‎×۱۰۹ 10 9) سال طول می‌کشد تا نور از کهکشان‌های دور به زمین که در تصاویر میدان فوق‌العاده عمیق هابل مشاهده شده‌است، برسد. عکس‌هایی که امروز گرفته شده‌اند، تصاویری از کهکشان‌ها در زمان ظاهر شدنشان در ۱۳ میلیارد سال پیش ثبت می‌کنند، زمانی که جهان کمتر از یک میلیارد سال سن داشت. این واقعیت که اجرام دورتر به دلیل سرعت محدود نور جوان‌تر به نظر می‌رسند، به اخترشناسان اجازه می‌دهد تا تکامل ستارگان، کهکشان‌ها و خود کیهان را پژوهش کنند.
فواصل نجومی گاهی با سال نوری بیان می‌شود، به ویژه در نشریات و رسانه‌های علمی عامه‌محور. یک سال نوری مسافتی است که نور در یک سال ژولینی، طی می‌کند حدود ۹۴۶۱ میلیارد کیلومتر، یا ۵۸۷۹ میلیارد مایل یا ۰٫۳۰۶۶ پارسک. در ارقام گرد، یک سال نوری نزدیک به ۱۰ تریلیون کیلومتر یا نزدیک به ۶ تریلیون مایل است. پروکسیما قنطورس، نزدیکترین ستاره به زمین پس از خورشید، حدود ۴٫۲ سال نوری فاصله دارد.

### اندازه‌گیری فاصله
سیستم‌های راداری فاصله تا یک هدف را با زمانی که یک پالس موج رادیویی پس از انعکاس توسط هدف به آنتن رادار بازمی‌گردد اندازه‌گیری می‌کنند: فاصله تا هدف نصف زمان عبور رفت و برگشت ضربدر سرعت نور است. گیرنده سیستم موقعیت‌یاب جهانی (GPS) فاصله خود را تا ماهواره‌های GPS بر اساس مدت زمانی که طول می‌کشد تا سیگنال رادیویی از هر ماهواره برسد را اندازه‌گیری می‌کند و براساس این فاصله‌ها موقعیت خود را محاسبه می‌کند. از آنجایی که نور حدود ۳۰۰٬۰۰۰ کیلومتر بر ثانیه حرکت می‌کند، این اندازه‌گیری‌های کسر کوچکی از ثانیه باید بسیار دقیق باشند. آزمایش فاصله‌سنجی ماه، اخترشناسی راداری و شبکه فضای دوردوست ناسا به ترتیب با اندازه‌گیری زمان‌های عبور رفت و برگشت، فاصله تا ماه، سیارات و فضاپیماها را تعیین می‌کنند.

### تجارت فرکانس بالا
سرعت نور در معاملات با فرکانس بالا اهمیت پیدا کرده‌است، جایی که معامله‌گران برای کسب مزیت‌های جزئی دنبال ارائه معاملات خود به صرافی‌ها کسری از ثانیه زودتر از سایر معامله‌گران هستند. به عنوان مثال، معامله‌گران به ارتباطات مایکروویو بین مراکز تجاری روی آورده‌اند، به این دلیل که امواج مایکروویو در هوا حرکت می‌کنند و به خاطر بالاتر بودن سرعت نور در هوا، نسبت به سیگنال‌های فیبر نوری ۳۰ تا ۴۰ درصد سریعتر حرکت می‌کنند.